# チュオンハイ自動車
チュオンハイ自動車 (ベトナム語: Công ty cổ phần Tập Đoàn Trường Hải / 公司股份集團長海；Truong Hai Group Corporation) 、略称タコ (THACO) は、乗用車および商用車の製造開発を行うベトナムの企業であり、国内有数の自動車メーカーの一つ。
本社はホーチミン市にあり、2021年時点で国内市場シェアは26.1% を占めている。創業者であり会長でもあるズオン氏は、ベトナム自動車業界のパイオニアの一人とされている。タコはベトナム自動車製造業者協会（VAMA）の会員でもある。
自動車事業以外に工業団地向けインフラ、不動産、農業機械、大型ショッピングモールやコンベンションセンターなどの商業サービス分野でも事業を展開している。また、港湾サービス、物流、倉庫、陸運、海運、投資事業など、多くの関連企業をグループとして抱えている。
タコが製造する主な車両には、以下のようなブランドと車種が含まれる。
■乗用車：
・起亜自動車（Kia）とは「Thaco Kia工場」での現地生産を行なっており、「モーニング」「グランドカーニバル」「ソルート」などのモデルが製造され、一部はタイやミャンマーへ輸出されている。
・マツダ（Mazda）とは合弁企業「VinaMazda」を通じて「MAZDA3」「CX‐5」「MAZDA6」などのモデルを生産している。
・プジョー（Peugeot）とは協力関係にあり、「3008」「5008」「トラベラー」などの高級乗用車を「THACO高級乗用車工場」で組み立てている。
■商用車・貨物車：
起亜、現代自動車（Hyundai）、福田汽車（Foton）との協力により、トラックやバンなどの商用車を製造。
■バス・特殊車両：
現代自動車との協力により、各種バスや特殊用途車両も製造。

2020年にタコは小型ニ輪市場に参入し、プジョーのスクーター「ジャンゴ(DJANGO)」の生産を開始した。

## 生産車両

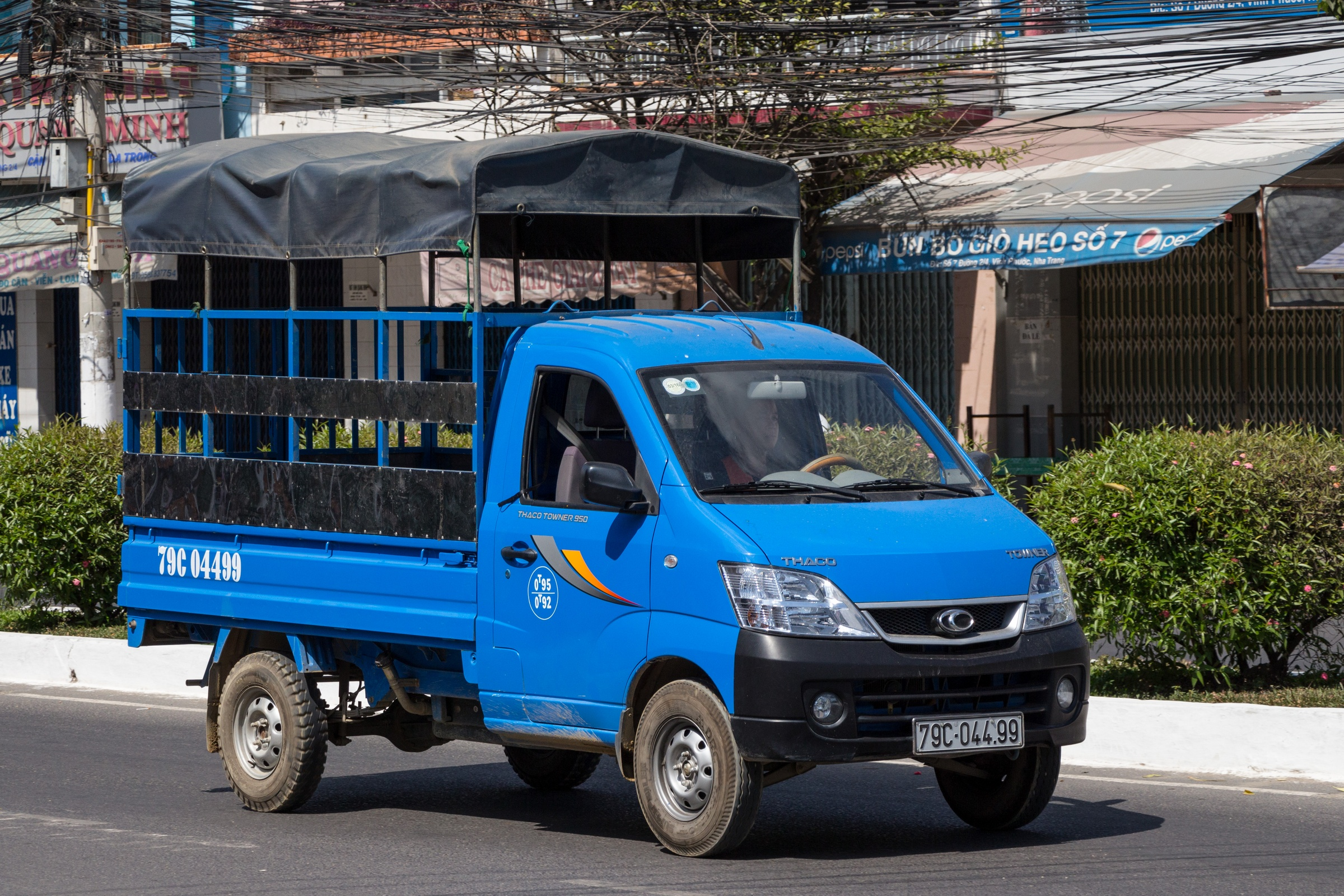
Thaco Towner 950

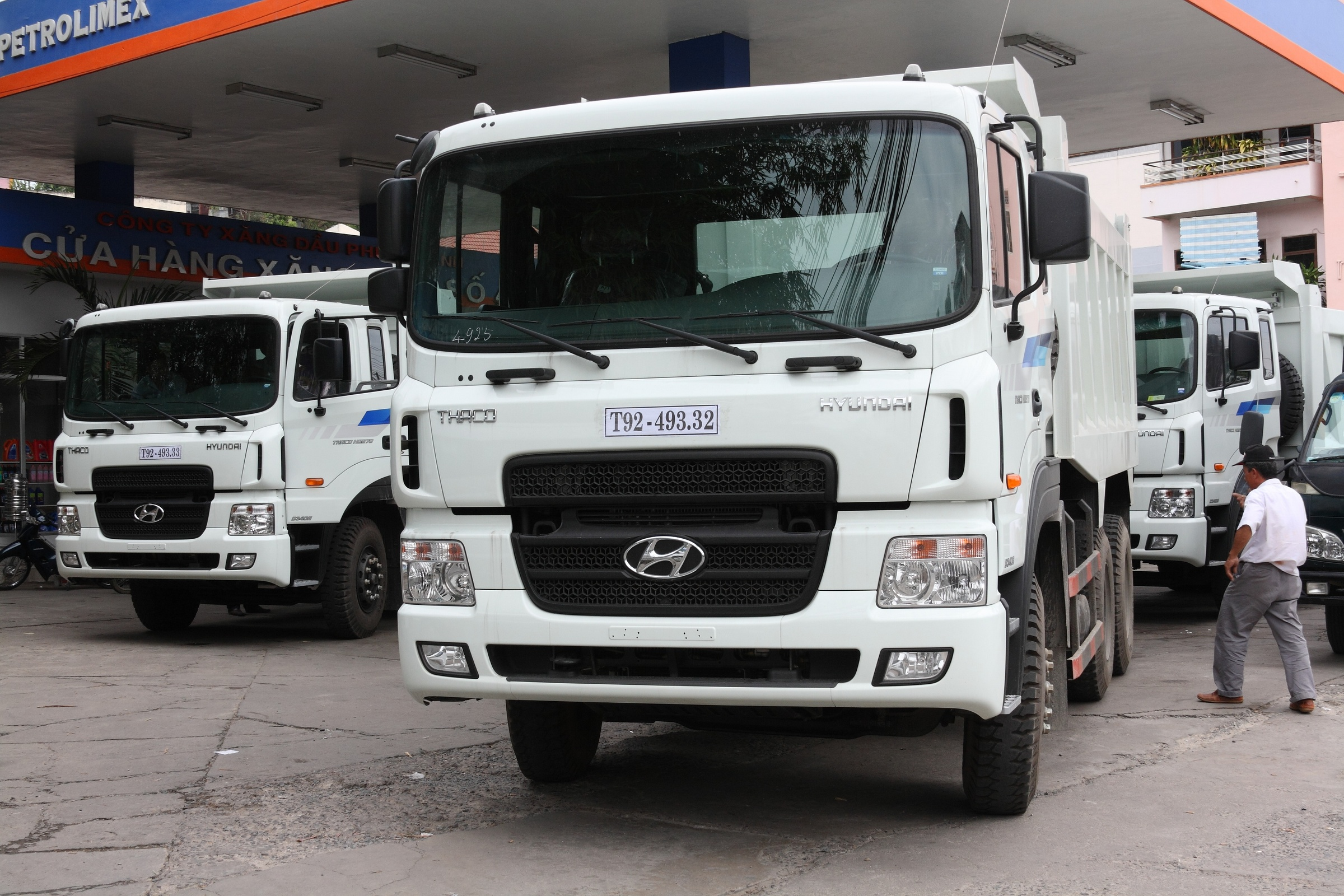
Thaco Hyundai HD270

- マツダモデル - MAZDA3、CX-5[5]、MAZDA6[6]
- キアモデル - モーニング、グランドカーニバル、ソルートほか[7]
- プジョーモデル - 3008、5008、トラベラー[8]
- 現代シャーシで構成されるタコバス[9]
- 現代ミニバス - ヒュンダイ・H350
- 現代トラック[10]
- 福田トラック[10]
- タコトラック（独自開発である小型トラック群）[10]
- メルセデス・ベンツ・バスの組立[11]

### 販売代理契約
- 三菱ふそうトラック・バス[10]
- BMW[12]
- BMW MINI[12]
- BMWモトラッド[12]

## 過去に生産していた車両
- プジョー - 408[13]